# Madison Wilson
Madison Maree Wilson (Roma, 31 maggio 1994) è una nuotatrice australiana.

## Carriera
Ha fatto parte, anche se solo in batteria, della squadra australiana che ha vinto la staffetta 4x100m stile libero ai Giochi olimpici di Rio de Janeiro 2016.

## Palmarès
- Giochi olimpici

Rio de Janeiro 2016: oro nella 4x100m sl e argento nella 4x100m misti.
Tokyo 2020: oro nella 4x100m sl e bronzo nella 4x200m sl.
- Mondiali

Kazan' 2015: oro nella 4x100m sl, argento nei 100m dorso e bronzo nella 4x100m misti.
Budapest 2017: argento nella 4x100m sl e bronzo nella 4x200m sl.
Gwangju 2019: oro nella 4x100m sl e nella 4x200m sl, argento nella 4x100m misti e nella 4x100m sl mista.
Budapest 2022: oro nella 4x100m sl e nella 4x100m sl mista, argento nella 4x200m sl e nella 4x100m misti.
Fukuoka 2023: oro nella 4x100m sl, nella 4x200m sl e nella 4x100m sl mista, argento nella 4x100m misti.
- Mondiali in vasca corta

Doha 2014: argento nella 4x100m misti e bronzo nella 4x200m sl.
Melbourne 2022: oro nella 4x100m sl, nella 4x200m sl e nella 4x50m misti, argento nella 4x50m sl e nella 4x50m sl mista.
- Giochi del Commonwealth

Birmingham 2022: oro nella 4x100m sl, nella 4x200m sl, nella 4x100m sl mista e nella 4x100m misti mista, bronzo nei 200m sl.
- Universiade

Kazan' 2015: oro nei 200m dorso, bronzo nei 50m dorso e nei 100m dorso.
- Olimpiadi giovanili

Singapore 2010: oro nella 4x100m misti e argento nella 4x100m sl mista.

## International Swimming League
| Stagione 2019 | stagione 2020 | Stagione 2021 |
| ------------- | ------------- | ------------- |
| NY Breakers   | -             | LA Current    |